# إويرتون
إويرتون (بالبرتغالية: Ewerton Paixao da Silva‏) هو لاعب كرة قدم برازيلي في مركز الهجوم، ولد في 28 ديسمبر 1996 في ساو برناردو دو كامبو في البرازيل. لعب مع زلاتي مورافسي.

## وصلات خارجية
- إويرتون على موقع قاعدة بيانات كرة القدم.إي يو (الإنجليزية)
- إويرتون على موقع Soccerway.com (الإنجليزية)
- إويرتون على موقع عالم كرة القدم.نت (الإنجليزية)